# Самохвалов, Алексей Андреевич
Алексей Андреевич Самохвалов (28.07.1927 — 14.08.2000) — российский учёный в области новых магнитных материалов, один из создателей пионерского в СССР научного направления на стыке магнетизма, физики полупроводников и материаловедения физики магнитных полупроводников (предшественника спинтроники), лауреат Государственной премии СССР (1984).

## Биография
Родился 28 июля 1927 года в семье преподавателей.
В 1944 г. поступил в Свердловский горный институт, после третьего курса перевёлся на энергетический факультет Уральского политехнического института им. С. М. Кирова. Окончил его в 1949 г. по специальности «электрические машины и аппараты» и был зачислен в аспирантуру Института физики металлов УФАН.
В 1954 г. защитил кандидатскую диссертацию. Работал там же в отделе по созданию и внедрению новых гамма-дефектоскопов с использованием сцинтилляционных гамма-счетчиков, по разработке метода ионизационной дефектоскопии с применением жесткого бетатронного гамма-излучения энергии 20 МэВ.
С 1964 г. руководитель группы ферритов. На её базе создал (1971) и возглавил (до 1998) лабораторию магнитных полупроводников.
Доктор физико-математических наук (1971), диссертация:
- Исследование обменного взаимодействия и электронной проводимости в некоторых магнитных окислах : диссертация … доктора физико-математических наук : 01.00.00 / А. А. Самохвалов. — Свердловск, 1969. — 367 с. : ил.

В 1982 г. утверждён в звании профессора по специальности физика магнитных явлений.
Автор более 300 трудов, в том числе 2 монографий, 6 обзоров. Получил 14 авторских свидетельств на изобретения.
Среди его учеников 4 доктора и 16 кандидатов физико-математических наук.
Умер 14 августа 2000 г. в Екатеринбурге, похоронен на Сибирском кладбище.

## Награды и премии
В 1984 г. в составе авторского коллектива присуждена Государственная премия СССР за цикл работ «Магнетизм и электронная структура редкоземельных и урановых соединений»,
В 1998 г. присвоено звание заслуженного деятеля науки Российской федерации.

## Сочинения
- Введение в физико-химию ферромагнитных полупроводников / В. Г. Бамбуров, А. С. Борухович, А. А. Самохвалов. — М.: Металлургия, 1988. — 205 с.; ISBN 5-229-00165-8